# Braćak
Braćak (Servisch cyrillisch Браћак) is een plaats in de Servische gemeente Tutin. De plaats telt 230 inwoners (2002).